# 尼日利亚中央银行
尼日利亚中央银行（英語：Central Bank of Nigeria, CBN）是尼日利亚的中央银行和货币发行机构，于1958年依据CBN法案成立，并于1959年7月1日开始正式运营。
CBN法案规定了尼日利亚央行的主要职责和目标——维持国家外汇储备，促进货币稳定及维护金融秩序。

## 历史

### 建立
1948 年，殖民政府在 G.D Paton 的领导下成立了一项调查，以调查尼日利亚的银行业务。在调查之前，银行业基本上是不受控制的。 G.D Paton 报告是调查的一个分支，成为该国第一个银行立法的基石：1952 年的银行条例。该条例旨在防止无法生存的银行如雨后春笋般涌现，并确保商业银行业务的有序开展。1958 年，一项关于建立尼日利亚中央银行的法案提交给了尼日利亚众议院。该法案于1959年7月1日全面实施，到1961年7月1日，该银行已经完成了所有面额的尼日利亚新纸币和硬币的发行，并赎回了西非货币委员会以前的所有货币。

### 政策执行与批评
CBN的早期职能主要是作为政府对银行业进行控制和监督的机构，根据联邦政府的要求监测国际收支情况，并根据联邦预算的要求调整货币政策。中央银行最初缺乏对财政部的财务能力，导致将重大经济决策推迟到财政部。银行的一个关键工具是启动银行贷款的信用额度立法。该倡议旨在为农业和制造业等被忽视的国家领域提供信贷. 到 1979 年底，大多数银行都没有遵守其信用额度，并赞成对 CBN 的指导方针进行宽松的解释。

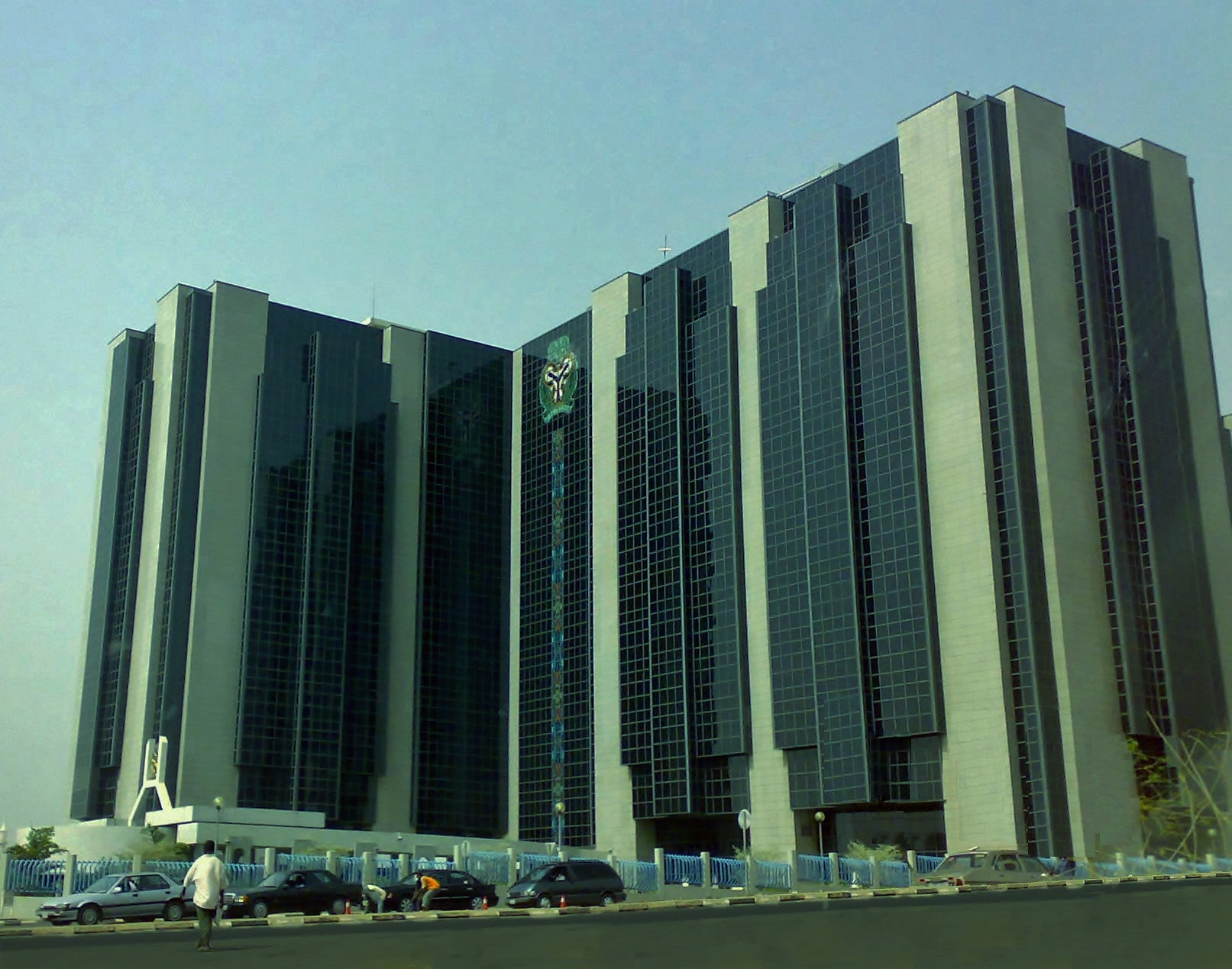
尼日利亚中央银行大楼

中央银行没有有效地限制短期贷款期限的普遍性。商业银行发放的大部分贷款通常在一年内发放。平衡信贷市场这种扭曲的主要政策是创建一个新的工商银行，一个全能银行。然而，新银行并没有完成它的使命。该银行与政府意图一致的另一项政策是直接参与三大外籍商业银行的事务，以防止对土著借款人和消费者的任何偏见。到 1976 年，联邦政府已经获得了 40% 的股权在三大商业银行。该银行通过为联邦政府的巨额赤字融资来遏制通货膨胀的反应迟缓，一直是中央银行历史上的痛点之一。加上未能控制 1983 年迅速增长的贸易欠款，该国背负着总计 60 亿美元的巨额贸易债务。

## 历任行长
| 姓名                       | 上任日期  | 卸任日期  |
| -------------------------- | --------- | --------- |
| Roy Pentelow Fenton        | 1958.7.24 | 1963.7.24 |
| Aliyu Mai-Bornu            | 1963.7.25 | 1967.6.22 |
| Clement Nyong Isong        | 1967.8.15 | 1975.9.22 |
| Adamu Ciroma               | 1975.9.24 | 1977.6.28 |
| Ola Vincent                | 1977.6.28 | 1982.6.28 |
| Abdulkadir Ahmed           | 1982.6.28 | 1993.8.30 |
| Paul Agbai Ogwuma          | 1993.10.1 | 1999.5.29 |
| Joseph Oladele Sanus       | 1999.5.29 | 2004.5.29 |
| Charles Chukwuma Soludo    | 2004.5.29 | 2009.5.29 |
| Sanusi Lamido Aminu Sanusi | 2009.6.3  | 2014.2.20 |
| Sarah Alade                | 2014.2.20 | 2014.6.3  |
| Sarah Alade                | 2014.6.3  | ——        |